# Museo di paleontologia e preistoria Piero Leonardi
Il Museo di paleontologia e preistoria "Piero Leonardi" è un museo naturalistico di Ferrara, ubicato in Corso Ercole I d'Este 32.
Il Palazzo Turchi di Bagno, che ospita oggi le sedi dei Dipartimenti di Scienze della Terra e delle Risorse Naturali e Culturali dell'Università di Ferrara, è stato costruito fra il 1493 e il 1501 da Biagio Rossetti per la famiglia Bagno che lo cedette al demanio militare nel 1933 e successivamente ristrutturato dall'Università di Ferrara.
Al 1964 risale la nascita del museo, voluto da Piero Leonardi, geologo, paleontologo e naturalista della prima cattedra di geologia dell'Università risalente al 1949.
Le aree dedicate all'esposizione sono quattro (geologia storica, paleontologia degli invertebrati, paleontologia dei vertebrati e preistoria) oggi presenti soltanto al piano nobile del palazzo a causa dell'aumento degli studenti dell'ateneo estense che ha comportato la trasformazione di alcuni ambienti al piano terra in aule didattiche. Di notevole rilievo assume il grande salone che ospita la sezione di paleontologia dei vertebrati. Questa sezione illustra la storia evolutiva dei vertebrati esponendo alcuni esemplari di anfibi, rettili mesosauri del permiano, terapsidi del triassico, un coccodrillo marino e alcuni ittiosauri del giurassico. Sono anche presenti alcuni mammiferi rappresentati da crani di perissodattili giganti del paleogene, della tigre dai denti a sciabola e del rinoceronte lanoso del pleistocene.
Nella sezione della preistoria sono principalmente conservati resti scheletrici di crani dell'uomo australopiteco e di alcuni manufatti del paleolitico e dell'età del ferro.
Nelle ultime due sezioni, quelle di paleontologia degli invertebrati e di geologia storica, sono esposti fossili e ricostruzioni ambientali riguardanti i periodi mesozoico e cenozoico delle Dolomiti del Veneto.
Dal 20 maggio 2012, a causa degli eventi sismici che hanno coinvolto la provincia di Ferrara, il Museo è temporaneamente chiuso al pubblico.